# Каббалат шаббат

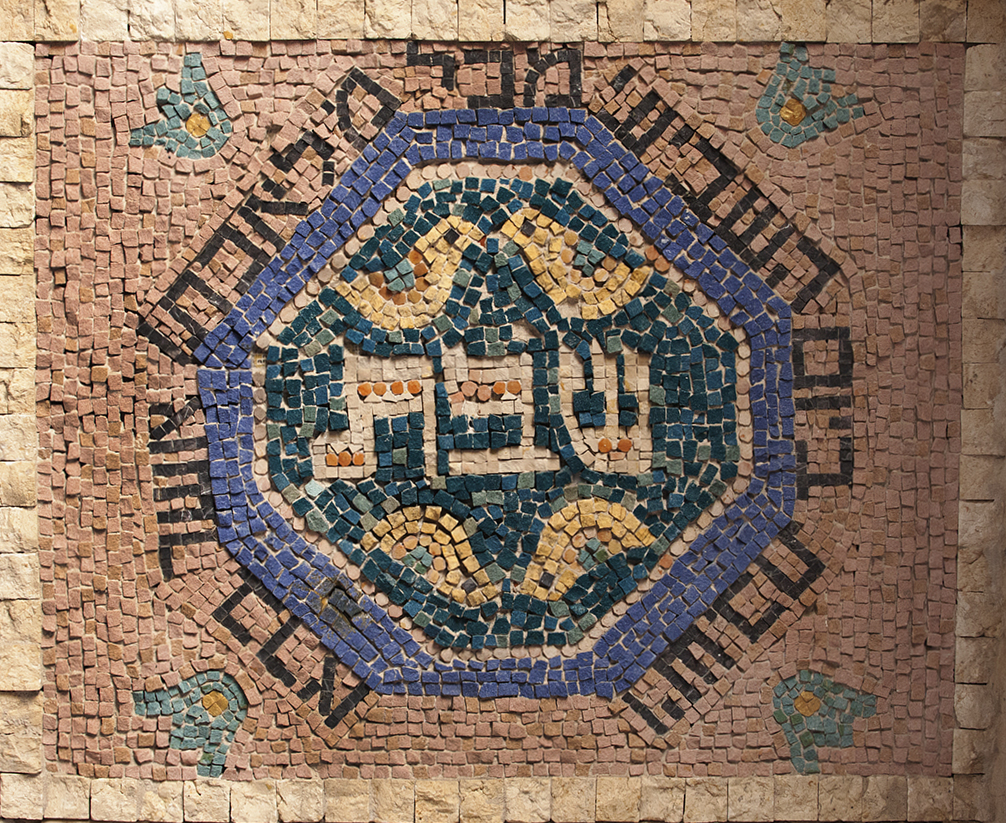
Мозаика, посвящённая шаббату. Иерусалим

Каббалат Шаббат (ивр. קַבָּלַת שַׁבָּת‎ — «принятие субботы», «сретение [встреча со свечами] субботы») в иудаизме — приготовления к торжественной встрече шаббата, а также часть еврейской литургии, предваряющая субботнее вечернее богослужение, читаемую в пятницу вечером.

## История
Согласно Талмуду, танна рабби Ханина бен Доса (I век н. э.), облачался в субботнее одеяние, становился лицом к заходящему солнцу и восклицал: «Давайте выйдем навстречу царице-субботе!» (Шаб. 119 а); амора рабби Яннай говорил накануне Субботы: «Приди, о невеста! Приди, о невеста!» (БК. 32 б). Эти предания отражены в субботнем гимне «Леха доди» каббалиста Шломо Галеви Алкабеца и в обычае, сложившемся среди лурианских каббалистов Цфата, в пятницу на закате солнца выходить в поле и приветствовать гимнами и молитвами наступающую субботу.

## Порядок
Порядок Каббалат Шаббата:
Приготовления и встреча Шаббата

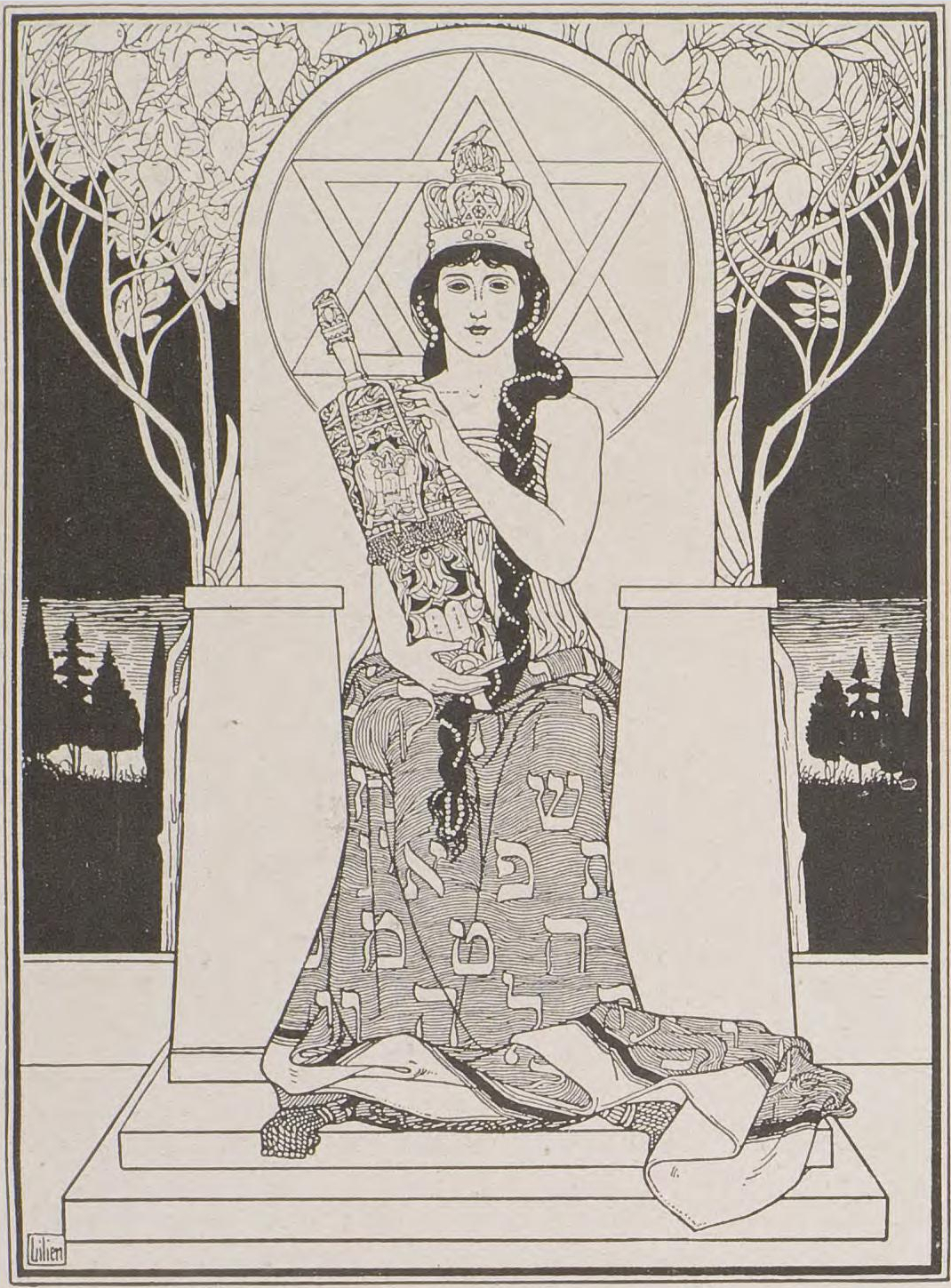
«Царица суббота», из серии Юда, Эфраим Моше Лилиен, Берлин, 1900

- Приготовления начинаются задолго до наступления темноты, «дабы добавить от будней к святому дню» (Иома 81 б). Домашняя работа, включая приготовление еды, завершается заблаговременно (ср.: Шаб. 2:7, там же: 113 а). Взрослые и дети моются и одеваются в праздничную одежду.
- За 20 минут до захода солнца (в Иерусалиме — за 40 минут), женщины (замужние — в парике, платке или шляпке) в помещении для трапезы в честь субботы зажигают субботние свечи такого размера, чтобы они не гасли до конца трапезы. Первой свечи зажигает хозяйка дома или старшая в семье, затем — другие женщины, и каждая зажигает свой шаббатний набор. В некоторых общинах свечи зажигают также дочери. Девочки и незамужние женщины зажигают одну свечу, замужние — две. Число свечей не ограничено, но изначально равно двум. Две свечи символизируют две из заповедей Торы («помни день субботний» и «соблюдай день субботний»); также — в честь мужа и жены. Существует обычай зажигать дополнительную свечу за каждого ребёнка и внука. Женщина зажигает свечи и закрывает глаза ладонями. Часто перед этим делают руками несколько кругообразных движений над пламенем. Закрыв глаза, произносят браху:

Благословен Ты, Всевышний наш, Владыка Вселенной, освятивший нас заповедями Своими и повелевший нам зажигать субботние свечи.
Оригинальный текст (иврит)ברוך אתה ה' אלוהינו מלך העולם אשר קידשנו במצוותיו וציוונו להדליק נר של שבת

- Для женщины шаббат начинается с момента благословения над свечами, то есть в то время, когда по галахе зажигать огонь уже нельзя, но существует общее правило произнесения благословения перед выполнением заповеди. Если в доме нет хозяйки, или она не имеет возможности зажечь свечи, это делает хозяин дома, но обычным способом, то есть зажигая свечу после благословения. Маймонид считал, что заповедь зажигания свечи перед наступлением шаббата должен соблюдать каждый еврей. Свет субботних свечей приносит в дом мир, покой и святость[4].
- Всевышний благосклонно принимает молитвы женщины, которая зажигает субботние свечи. Поэтому после зажигания свечей многие тихо произносят собственную молитву, обращаясь к Богу с любыми самыми сокровенными просьбами, часто на родном языке[4].
- Обращаясь к детям, произносят: «Шабат шалом!», или «а-гут Ша́бес!». Затем принято обниматься, целовать детей и забывать обо всём. Даже траур как бы «приостанавливается» в Субботу.
- Перед началом собственно литургии Каббалат Шаббат распространён обычай читать нараспев Песнь Песней.

Каббалат шаббат как часть литургии
В ашкеназской и некоторых других традициях Каббалат шаббат начинается с чтения псалмов 94, 95, 96, 97, 98, 28, Ана бе-хоах, Леха доди, псалмы 91, 92 (в миньяне, в присутствии 10 мужчин-евреев произносится скорбящим, а затем община вместе с ним читают Кади́ш ято́м).
Вечерняя молитва «Маарив»
- Перед вечерней молитвой (в некоторых общинах после неё) читают вторую главу Мишны Шаббат — Ба-ме мадликин («Чем зажигают»). Каббалисты и хасиды вместо этого читают два отрывка из книги Зоар (Трума, 135 а—б), начинающиеся словами ке-гавна де-иннун митьяхадин ле-элла бе-Эхад («Как они объединяются в выси с Единым») и Раза де-шаббат («Тайна субботы»). По йеменской традиции в канун суббот, совпадающих с новолунием, и во время отсчёта Омера читаются специальные пиюты.
- Приглашение к совместной молитве «Барху́» (барху эт-Адона́й ха-мевора́х — «благословите Господа Благословенного») произносится кантором и общиной только в миньяне.
- Первое благословение перед вечерним Шма — Ха-маари́в арави́м («Приводящий сумерки»).
- Второе благословение перед вечерним Шма — Ахава́т ола́м («Любовью вечной»).
- Чтение Шма («Слушай, Израиль»).
- Первое благословение после вечернего Шма — Геула́ («Избавление»).
- Второе благословение после вечернего Шма — Хашкиве́йну («Дарующий покой»).
- Кантор произносит Хацикадиш («Полукадиш») только в миньяне, затем община вместе с кантором.
- Молитва «Амида» — семь благословений. Произносится шёпотом, стоя, обратившись лицом к Иерусалиму. В вечерней субботней молитве «Амида» мольбы заменяются брахой, славящей субботу.
- Чтение субботнего благословения после молитвы «Амида» Меэ́йн ше́ва произносится кантором и общиной только в миньяне.
- Чтение Кади́ш шале́м («Полный кадиш»), стоя. Произносят кантор и община только в миньяне.
- Чтение Алену, стоя.
- В конце вечерней молитвы перед молитвой «Алену» каббалисты и хасиды читают псалом 23, полукаддиш и формулу барху́ эт-Адонай ха-меворах («благословите Господа Благословенного»).
- Скорбящий, а затем община вместе с ним читают Кади́ш ято́м («поминальный кадиш»). Произносится только в миньяне.
- Во многих синагогах перед завершением Каббалат Шаббата кантор произносит кидуш над бокалом вина.

Затем следует вечерняя (первая субботняя) трапеза.

## В Израиле
Каббалат Шаббат отмечается в детских садах и школах в пятницу днём. Во многих киббуцах зажигают свечи. Во время вечерней трапезы читают стихи и поют песни, прославляющие шаббат.